# Vinchina (departement)
Vinchina is een departement in de Argentijnse provincie La Rioja. Het departement heeft een oppervlakte van 11.711 km² en telt 2.834 inwoners.

## Plaatsen in departement Vinchina
- Jagüé
- La Banda
- Potrero Grande
- Villa San José de Vinchina